# Volcà del Puig Roig
El Volcà del Puig Roig és un volcà situat al municipi de Sant Feliu de Pallerols, a la comarca catalana de la Garrotxa.